# Mazama (zoologia)
Mazama Rafinesque, 1817 è un genere che comprende varie specie di cervi di medie o piccole dimensioni diffuse nella Penisola dello Yucatán, in America Centrale e Meridionale e sull'isola di Trinidad. La maggior parte di esse vive soprattutto nelle foreste. Nell'aspetto ricordano molto i cefalofi africani e i muntjak asiatici, ma non sono loro parenti. Ne esistono circa dieci specie.
Il nome Mazama deriva dal nahuatl mazame, plurale di mazatl, «cervo».

## Tassonomia
La tassonomia del genere Mazama è mutata notevolmente nel corso degli ultimi decenni e ancora nel 1999 alcuni autori ne riconoscevano solo quattro specie. Queste, M. americana, M. gouazoubira, M. rufina e M. chunyi, comprendevano alcune distinte popolazioni che successivamente sono state elevate al rango di specie, e già nel 2005 Mammal Species of the World ne riconosceva ben 9. Una decima specie, M. nemorivaga, era tradizionalmente considerata una sottospecie di M. gouazoubira, ma è stata riconosciuta come specie a sé nel 2000. Mammal Species of the World, tuttavia, la considera ancora una semplice sottospecie, ma molto probabilmente tale interpretazione è dovuta semplicemente a un lapsus. Recentemente è stata proposta un'ulteriore specie, il mazama fulvo (M. «ochroleuca»), ma dato che la descrizione effettuata non è valida, non soddisfacendo l'articolo 8 del capitolo 3 del codice ICZN, non è stata inserita nell'elenco qui presente. Un altro animale, che potrebbe appartenere a una piccola specie di mazama non ancora descritta, con mantello rossastro e zampe nerastre, è stato fotografato nelle pianure del Parco nazionale di Manú, in Perù; un animale simile, appartenente probabilmente alla stessa «specie», è stato avvistato nella Bolivia nord-occidentale.
Le analisi molecolari fanno ipotizzare che la famiglia dei Cervidi ebbe origine in Asia centrale nel Miocene superiore e che la tribù degli Odocoileini raggiunse il Nordamerica tra il Miocene e il Pliocene, per poi diffondersi anche in Sudamerica nel Pliocene dopo la formazione dell'istmo di Panama. Secondo quanto si è scoperto sulle relazioni sistematiche e la storia evolutiva dei cervi neotropicali, si sa che almeno otto forme ancestrali di cervi invasero il Sudamerica durante il Pliocene superiore (2,5-3 milioni di anni fa); le specie di mazama rosso ebbero una loro prima diversificazione indipendente poco dopo che i loro antenati arrivarono sul continente, dando origine a un certo numero di specie criptiche. Dal punto di vista biogeografico, i cervi endemici del Nuovo Mondo si suddividono in due linee evolutive: la prima, comprendente le specie del genere Odocoileus e Mazama americana, è diffusa in Nord, Centro e Sudamerica, mentre la seconda, a cui appartiene anche Mazama gouazoubira, è composta solo da specie sudamericane. Tale interpretazione implica però che il genere Mazama non costituisca un taxon valido. Le analisi genetiche hanno rivelato alti livelli di differenze molecolari e citogenetiche tra le varie specie, morfologicamente simili, di mazama, e ciò suggerisce una probabile origine polifiletica. In particolare, Mazama temama, di origine messicana, contrariamente a quanto atteso, è risultato più strettamente imparentato con le specie del genere Odocoileus che con altre specie di Mazama originarie della Bolivia. Questo potrebbe indicare che il genere non sia monofiletico. Dall'altra parte, i Mazama boliviani sembrano più imparentati con Pudu puda e Ozotoceros bezoarticus. Allo stesso modo ricordiamo che una popolazione di Odocoileus virginianus delle regioni centrali della Colombia mostra una maggior parentela con l'O. hemionus nordamericano che con altri O. virginianus colombiani. Tale parentela viene spiegata con varie ipotesi. Una implicherebbe l'esistenza di aplotipi ancestrali comuni a entrambe le specie. Un'altra tira in ballo una continua ibridazione tra le specie di Odocoileus avvenuta prima della migrazione di O. virginianus dal Nord al Sudamerica.

### Specie
- Mazama americana (Erxleben, 1777) - mazama rosso;
- Mazama bororo Duarte, 1996 - mazama rosso piccolo o bororo;
- Mazama bricenii Thomas, 1908 - mazama di Mérida;
- Mazama chunyi Hershkovitz, 1959 - mazama nano;
- Mazama gouazoubira (G. Fischer, 1814) - mazama grigio;
- Mazama nana (Hensel, 1872) - mazama pigmeo;
- Mazama nemorivaga (F. Cuvier, 1817) - mazama bruno dell'Amazzonia;
- Mazama pandora Merriam, 1901 - mazama bruno dello Yucatán;
- Mazama rufina (Pucheran, 1851) - mazama rosso minore;
- Mazama temama (Kerr, 1792) - mazama rosso del Centroamerica.

## Descrizione e habitat
A seconda delle specie, i mazama sono cervi di piccole o medie dimensioni con corpi tozzi e grandi orecchie. Misurano 60–144 cm di lunghezza, sono alti al garrese 35–80 cm e pesano generalmente 8–48 kg, sebbene esemplari di M. americana eccezionalmente grandi possano raggiungere i 65 kg. Quando sono presenti, i palchi sono piccoli e molto semplici. Il mantello può essere rossastro, marrone o grigio. In maniera molto approssimata, le varie specie si possono suddividere in quattro gruppi, sulla base di dimensioni, colorazione e habitat (ma non necessariamente tenendo conto della loro filogenesi):
- M. americana e M. temama vivono solitamente nelle foreste. Sono mazama di dimensioni relativamente medio-grandi con mantello marrone-rossastro. Testa, collo e zampe sono spesso grigiastre o nerastre.
- M. gouazoubira, M. nemorivaga e M. pandora sono diffusi in foreste, regioni boscose e macchie. Sono di medie dimensioni e hanno mantello marroncino o grigiastro con regioni inferiori chiare[4][12].
- M. nana, M. bricenii, M. chunyi e M. rufina vivono in foreste e praterie d'alta quota (M. nana nella Foresta Atlantica, le altre specie nelle foreste della nebbia, nelle macchie e nei páramo delle Ande). Hanno dimensioni medio-piccole e mantello rossastro. Gran parte delle zampe e la parte superiore della testa sono nerastre o grigio scuro, ma in M. chunyi anche la parte anteriore del collo è dello stesso colore[8].
- M. bororo è diffuso nella Foresta Atlantica, nelle regioni sud-orientali del Brasile. Ha un aspetto intermedio tra M. americana (appartenente al primo gruppo) e M. nana (del terzo gruppo)[13].

## Biologia
Le specie del genere Mazama, oltre ad avere abitudini notturne e piccole dimensioni, sono molto timide e per questo vengono avvistate di rado. Vivono da sole o in coppie riproduttive all'interno del loro piccolo territorio, i cui confini vengono spesso marcati con urina, feci o secrezioni delle ghiandole oculari. Quando avvistano dei predatori (soprattutto puma e giaguari), conoscendo benissimo ogni angolo del loro territorio, si nascondono nel fitto della vegetazione circostante. Essendo erbivori, la loro dieta è costituita da foglie, frutti e radici che trovano all'interno del loro territorio.

## Riproduzione
Le coppie riproduttive che vivono insieme sono monogame. I maschi solitari, invece, si accoppiano con le femmine dei territori vicini. Quando i maschi si contendono una femmina, combattono a morsi o a colpi delle loro piccole corna. Le specie di mazama che vivono in regioni tropicali non hanno una stagione degli amori ben definita, ma quelle delle regioni temperate vanno in amore in autunno.
Il periodo di gestazione dura circa 200-220 giorni e la femmina partorisce sempre un unico piccolo per volta. Madre e piccolo stanno sempre insieme, rimanendo nascosti tra la vegetazione finché quest'ultimo non è abbastanza grande per accompagnarla. Lo svezzamento avviene a circa sei mesi e la maturità sessuale viene raggiunta a un anno di età.